# 襄阳之战 (1217年)
襄阳之战，1217年（宋宁宗嘉定十年、金宣宗兴定元年）四月，南宋军队在襄阳攻打金朝军队的作战。
1217年四月，金宣宗命行枢密院事乌古论庆寿、签书枢密院事完颜赛不率师南下攻打宋朝。金军攻至光州（今河南省潢川县）中渡镇后，分兵攻襄阳、光化军（今湖北省老河口市西北）、枣阳军（今湖北省枣阳市）。南宋京湖制置使赵方率部进驻襄阳，同时加强对光化、信阳军、均州（今湖北省十堰市东北）的防务，以牵制金军。金军从襄阳城西三十里的团山攻打襄阳，宋朝统制扈再兴、陈祥、钤辖孟宗政等将兵分为左、中、右三阵，设伏等待。扈再兴率中军先出诱敌，假装退却，金军追至设伏圈，宋军两侧伏兵突起，扈再兴率军杀回，金军受到三面攻击，死伤惨重，夜中撤军。